# Чипляево
Чипля́ево — село в Спас-Деменского района Калужской области России. Административный центр сельского поселения «Село Чипляево».

## География
Село находится на расстоянии 12 км к юго-востоку от города Спас-Деменск, административного центра района, и 135 км к юго-западу от города Калуга, административного центра области.

### Часовой пояс
Село Чипляево, как и вся Калужская область, находится в часовой зоне МСК (московское время). Смещение применяемого времени относительно UTC составляет +3:00.

## Население
| 2002 | 2007 | 2010 |
| ---- | ---- | ---- |
| 521  | ↘516 | ↘440 |